# Kuros

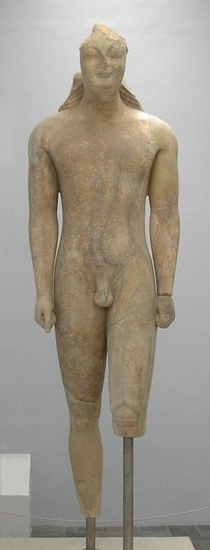
El gran kuros de Samos, el más grande que se conserva en Grecia (Museo Arqueológico de Samos).

Un kuros (plural kuroi, del griego κοῦρος, κοῦροι, transcrito a veces como kouros) es una estatua de un varón joven, fechada a partir del Periodo Arcaico del arte griego (sobre 650 al 500 a. C.). Es un tipo de escultura que imperó durante los siglos VIII–VI a. C. El equivalente femenino son las korai (singular kore).
El término y la iconografía de los kuroi está relacionado con los curetes (Κουρῆτες). Estos eran los jóvenes armados acompañantes del rey sagrado, cuya misión era la de entrechocar sus armas con la idea de ahuyentar a los demonios durante las ceremonias rituales. Los kuros o curetes, también llamados coribantes llevaban el cabello largo con bucles o trenzas y se cortaban un mechón de su pelo para dedicarlo a la diosa Car Los kuros estaban en estrecha relación con el dios sol Apolo y con el ritual del recorte de cabello del rey sagrado, llamado Comiria, un ritual fúnebre anual posiblemente de origen libio y extendida hacia Asia Menor y Grecia. En una variante de esta ceremonia antigua llevada a la mitología irlandesa, Blathnat  ata los cabellos de Curoi a un poste de la cama antes de llamar a su amante Cuchulain para que lo mate.

## Etimología
En griego antiguo la palabra kuros significaba ‘hombre joven’ y fue usada por Homero para referirse a los soldados jóvenes. Desde el siglo V a. C. la palabra aludía específicamente a un adolescente u hombre imberbe, pero no a un niño. Los modernos historiadores del arte han usado la palabra para referirse a este tipo específico de estatua masculina desnuda desde los años 1890. Los kuroi eran también conocidos comúnmente como apolos, pues se creía que todas estas estatuas representaban al dios. El término, al haber sido adaptado en el siglo XIX y ser utilizado en español principalmente a partir de traducciones del inglés y del francés, se escribió primero como kouros, con diptongo y sin acento o kourós, acentuado. Sin embargo, en la tradición española para adaptar palabras del griego clásico el diptongo ου —que en griego suena /u/— se transcribe como u (como en Ουρανός, Urano; Σούνιον, Sunión), por lo que se fue introduciendo la forma kuros, que refleja la pronunciación original. En 2018 el término kuros no aparecía en el Diccionario de la Real Academia Española en ninguna de sus variantes, pero era la forma recomendada tanto por el Diccionario de María Moliner como por el Vox de Uso del Español de América y de España. Sin embargo, ambos diccionarios cometen un error en la colocación del acento, ya que suponen erróneamente que la palabra es aguda en griego, *«κουρός», cuando en realidad es llana, «κοῦρος».

## Características generales

### Geometrismo

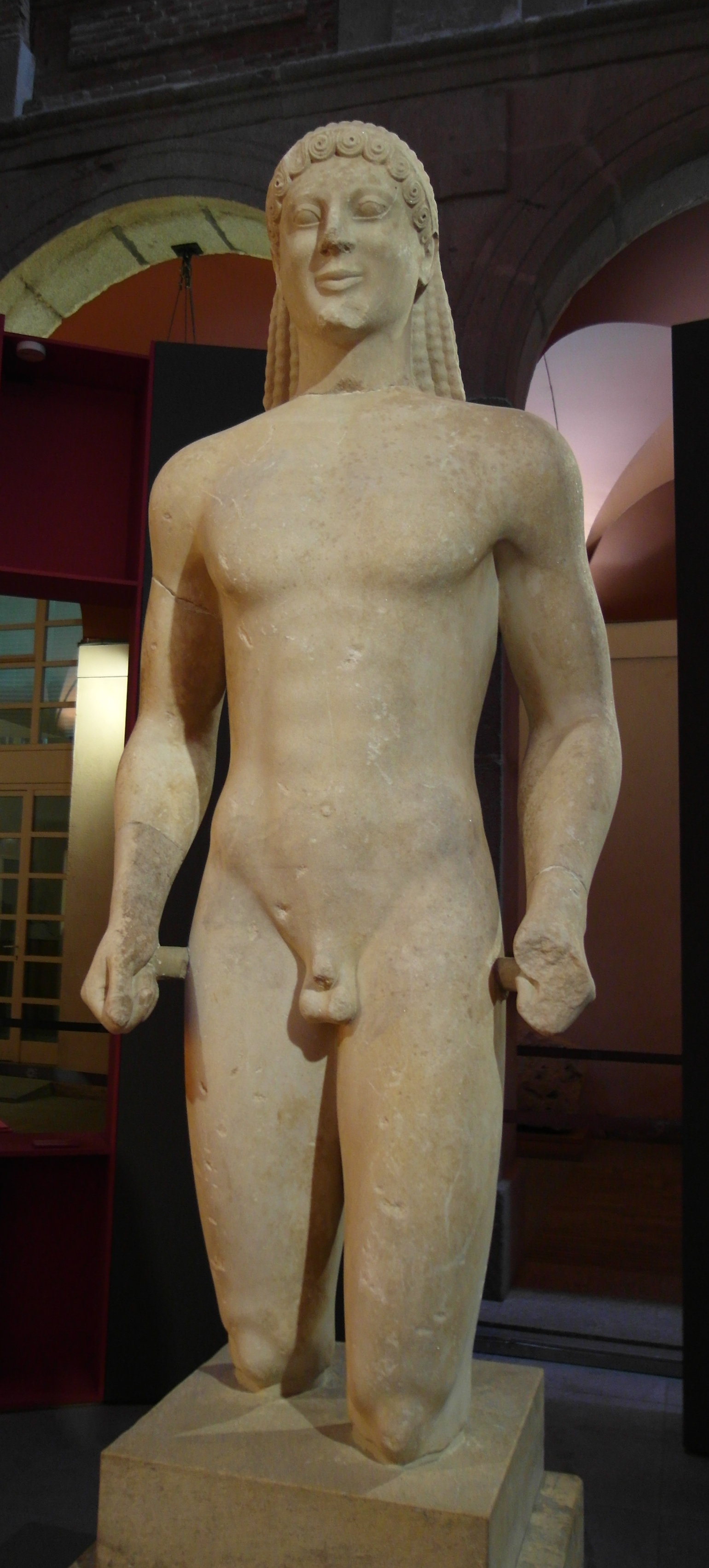
Frontalidad, sonrisa característica y musculatura marcada de un kuros.

Se caracterizan por un tratamiento de la anatomía corporal, en el que zonas como el cabello o la musculatura se disponen como figuras geométricas o en torno a ejes, verticales y horizontales, que definen partes simétricas.
En general, se distinguen por un tórax excesivamente abombado y un abdomen muy reducido, lo que resulta desproporcionado. La representación de la rodilla se solventa dándole forma de trapecio invertido. El cabello se geometriza y otros rasgos característicos son los ojos almendrados y labios cerrados o, a lo sumo, el labio superior levantado, intentando una sonrisa mecánica que se denomina «sonrisa arcaica». 

### Frontalidad
Este tipo de escultura está pensada para ser vista de frente siguiendo el modelo egipcio y acusa el principio de simetría. Hasta la época clásica no comenzaron a realizarse esculturas para ser miradas desde cualquier punto de vista. Sin embargo, algunas de las esculturas clásicas seguían contando con esta característica ya que se esculpían para estar situadas en nichos o ábsides.

### Rigidez
La obra se disponía siempre siguiendo determinados convencionalismos. Se situaban los brazos pegados a lo largo del cuerpo con los puños cerrados y una pierna algo adelantada, generalmente la pierna izquierda aunque plantada en el suelo en un tímido intento de reflejar el movimiento.

### Inexpresividad
Las figuras no aparecen mostrando sentimiento alguno, esgrimiendo únicamente la típica «sonrisa arcaica» anacrónica, que parece tener objetivos formales de reforzamiento de la boca. Esto se debe a que el objetivo de la escultura era transmitir la sensación de fortaleza y plenitud física del joven triunfador.

### Material
Los primeros kuroi estaban hechos de madera y no se han conservado, pero hacia el siglo VII a. C. los griegos comenzaron a tallar la piedra con herramientas de hierro y empezaron a tallar kuroi de piedra, en particular de mármol de las islas de Paros y Samos.

## Evolución
Como en toda escultura griega, no se puede hablar de estabilidad y es posible observar un proceso evolutivo que conduce a la escultura clásica a partir de unos modelos de clara influencia oriental y, sobre todo, egipcia.

### Primera época o estilo geométrico (sigloVIIa.C.)
De la época más primitiva de este estilo se han hallado unas pequeñas estatuillas de marfil, encontradas en el cementerio de Dípilon (en el Cerámico de Atenas). Son figuras que se cree que representan diosas desnudas. La postura es basculante, con las piernas muy dobladas. Los brazos enmarcan un tronco triangular, con las palmas de las manos adosadas a la parte superior de los muslos. La cabeza tiene unos grandes ojos muy expresivos.

### Segunda época o estilo dedálico (sigloVIIa.C.)
Este nombre es derivado del escultor mítico Dédalo. A este estilo pertenece la llamada Dama de Auxerre, que forma parte de una serie de pequeñas estatuas de divinidades portadoras de virtudes mágicas conocidas como xoanas. De acusada rigidez y frontalidad, será un exponente de la influencia egipcia.
La forma de la escultura dedálica sufrió, a finales del siglo VII a. C., cambios fundamentales, dando lugar al llamado período arcaico.

### Periodo Arcaico (sigloVII–VIa.C.)
Es una escultura bastante homogénea, reducida a la representación de hombres desnudos y mujeres vestidas. En estas estatuas, de nuevo, se ve una fuerte influencia egipcia. Suelen ser representaciones de cuerpo entero, exentas, que se convierten en la referencia escultórica del periodo arcaico.
- Kuros de Aristódikos
- Kuros de Tenea
- Kuros de Anafi

## Influencia de este tipo de escultura

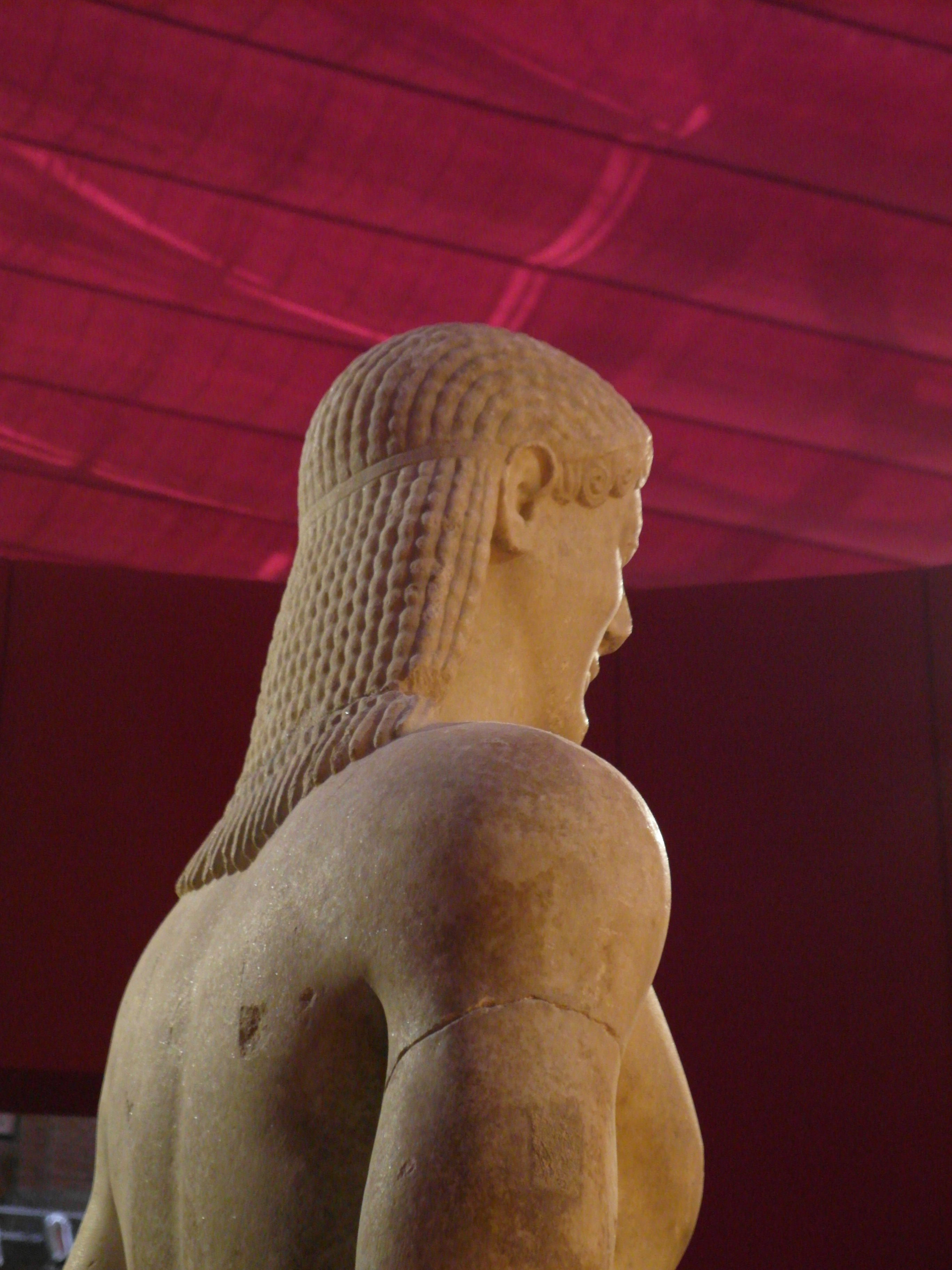
Detalle del peinado de un kuros.

Sus caras y cabezas muestran una influencia cultural de Creta: llevan el pelo largo y trenzado o recogido al estilo cretense y sus ojos a veces tienen un aspecto egipcio, que fue asimilado en el arte cretense.
Los kuroi toman muchas características de la cultura egipcia. Los escultores griegos aprendieron de los egipcios el arte de la talla de la piedra y adoptaron algunos aspectos formales del arte egipcio como la frontalidad o la inexpresividad.